# ELO (Zeitschrift)
ELO war eine von Mai 1975 bis August 1989 vom Franzis-Verlag herausgegebene monatliche Fachzeitschrift mit dem Inhaltsschwerpunkt Hobbyelektronik.
Die ab Mai 1975 zweimonatlich, ab Januar 1976 dann monatlich erscheinende Zeitschrift veröffentlichte Bauanleitungen für einfache bis komplexe Schaltungen mit den zugehörigen Schaltungsbeschreibungen, die bewusst einfach und verständlich gehalten waren. Die Bauanleitungen enthielten mitabgedruckte Platinenlayouts, so dass die Schaltungen nachgebaut werden konnten. Ergänzt wurde die Zeitschrift durch Fachartikel, die durch die Welt der Elektronik führten. Insbesondere die zahlreichen Grundlagenartikel bemühten sich, Fachwissen möglichst einfach und anschaulich zu vermitteln. Hier war insbesondere der Buchautor Dieter Nührmann als freier Mitarbeiter der Redaktion regelmäßig vertreten.
Ziel der Zeitschrift war es, Jugendliche ab ca. 13 Jahren an die Elektronik heranzuführen und sie so für einen elektrotechnischen Beruf zu motivieren. Der Schwierigkeitsgrad der Bauanleitungen war später mit einem bis drei Sternen für 'einfach' bis 'Erfahrung notwendig' gekennzeichnet. Dabei ist es der Redaktion immer wieder gelungen, auch komplexere Dinge anschaulich und ohne zu viel Mathematik zu erklären.
In den 1980er Jahren machte sie durch das Mikrocomputer-Selbstbauprojekt Moppel von sich reden.
Die Zeitschrift ELO erschien bis zum August 1989. Chefredakteur war von 1975 bis September 1986 Henning Kriebel. Durch seinen fachlichen Hintergrund als Physiker und Journalist hat er die Zeitschrift maßgeblich geprägt und zu einer Auflage von bis zu 140.000 Exemplaren geführt. Im Oktober 1986 übernahm dann Burkhard P.(eter) Bierschenck den Posten des Chefredakteurs, den er bis September 1988 innehatte. In diese Zeit fallen erste Veränderungen, die vom ursprünglichen Konzept abwichen. So gab es z. B. plötzlich eine Comicseite statt Fachartikel.
Ab Oktober 1988 leitete dann der Wirtschaftsjournalist Werner W. Klingberg die Redaktion und krempelte ELO zu einem Technik-Magazin um (einschließlich Logo). Das Thema Elektronik spielte ab Dezember 1988 keine besondere Rolle mehr. Der Untertitel lautete 'Deutsches Technikmagazin'. Statt Schaltungstechnik und Grundlagenthemen der Elektronik wurden dann viele (zum Teil sehr gut gemachte) Reportagen, die mehr oder weniger technischen Bezug hatten, veröffentlicht. Inhaltlich ging es dabei von Tierversuchen über den Bau von Konzertflügeln bei Steinway & Sons in Hamburg bis zu Reportagen über Automobilthemen wie den Mercedes SL.
Nach Klingbergs Ausscheiden wurden ab Dezember 1988 die Bauanleitungen in eine 16-seitige, billig gemachte, zweifarbige Beilage (ELO Praxis) nur für Abonnenten ausgelagert.
Mit dem Erscheinen der Augustausgabe 1989 wurde die Zeitschrift dann eingestellt. Mit dem Ende der Zeitschrift ELO erschien die Beilage 'ELO Praxis' dann weiterhin als Abo-Beilage der Zeitschrift P.M. Magazin (dieses wurde von Gruner + Jahr ELO-Abonnenten als Ersatz bei Einstellung der Zeitschrift ELO angeboten) unter dem Namen P.M. Elektronik. Bis Dezember 1991 war René Füllmann  Chefredakteur der Beilage, ab Januar 1992 hat Reinhard Gößler die Chefredaktion übernommen. Schon ab Ausgabe Mai 1991 wurde der Umfang der Beilage aber auf nur 8 Seiten reduziert. Irgendwann wurde dann auch die Veröffentlichung von Platinenlayouts eingestellt und nur noch Bausatzbesprechungen vorgenommen. Am Schluss war die Beilage de facto ein Werbeorgan des Bausatzherstellers Vellemann. Die in dieser Zeit veröffentlichten Beiträge waren zum allergrößten Teil nur noch als Bausatz nachbaubar, weil programmierte Mikrocontroller oder andere Spezialteile notwendig waren, die ausschließlich als Teil des Bausatzes erhältlich waren. Mit der Dezemberausgabe 2008 wurde auch diese Beilage dann endgültig eingestellt.
Ab 2008 betrieb der Franzis-Verlag unter dem Namen ELO-Magazin ein Portal zum Verkauf von Experimentierkästen und Literatur zum Thema Hobbyelektronik, das mittlerweile aber nicht mehr erreichbar ist.